# Общественное Харьков
Общественное Харьков (укр. Суспільне Харків) — украинская областная общественная телерадиокомпания, главный региональный медиавещатель Харьковской области. С 2017 года является филиалом украинского Общественного вещания — Национальной общественной телерадиокомпании Украины.
Ранее была известна как Филиал АО НСТУ «Харьковская региональная дирекция» (ранее — Харьковская областная государственная телерадиокомпания, Харьковская ОГТРК, ХОДТРК), основным телеканалом был UA:Харьков (укр. UA: Харків, до 2018 года «ОТБ»).

## История
16 ноября 1924 года в 19:00 из громкоговорителей прозвучало «Ало, ало! Говорит Харьков! Всем! Всем! Всем! Работает первая в Украине радиотелефонная станция!». Это стало началом радиовещания в Харькове и Украине (тогда УССР). Первой передачей, которая ретранслировалась через уличные громкоговорители, был концерт харьковских артистов.
Харьковская радиостанция в первые годы была обита лошадиными попонами .
Харьковскую радиостанцию можно было принять во многих городах Европы, в частности, в Берлине, Париже, Вене, Риме и других. Немецкое агентство «Радио-экспресс» отмечало, что харьковскую станцию принимать было легче, чем передачи радиостанции «Большого Коминтерна», расположенной под Москвой.
23 февраля 1951 году вышла в эфир первая телепрограмма харьковского любительского телецентра, сформированного в радиоклубе. К созданию секции телевизионщиков и телецентра в радиоклубе причастен Владимир Семёнович Вовченко.
В 1953 году было принято решение о строительстве в Харькове промышленного телецентра. Харьковский телецентр стал первым в СССР, в котором был внедрен образец типового телецентра. Первые годы характеризовались отсутствием необходимых площадок, оснащения и аппаратуры.
31 марта 1955 года Министерством культуры СССР в Харькове была создана студия телевидения. 1 мая того же года в эфир вышла первая телепередача — Концерт ведущих харьковских артистов.
Первыми телепередачами были, главным образом, фильмы, спектакли и концерты, а потому в телецентр пришли театральные режиссеры Владимир Воронов и Яков Резников. Программа также пополнилась литературными передачами и телеспектаклями. Позже появились телепередачи для детей («Зайка-книгоноша», «Веселый поезд» и др.).
В 1956 году Харьковский телецентр получил передвижную телевизионную станцию на «три камеры», благодаря чему харьковчане освещали VI Всемирный фестиваль молодежи и студентов в Москве.
В 1962 году с помощью ПТС была подготовлена телепередача о Харькове и его достопримечательностях. Неоднократно проводились передачи с помощью ПТС из цехов заводов, научных институтов, вузов, сел, а также праздничные мероприятия, спортивные события, концерты, представления.
Харьковское телевидение выходило на союзный экран с разными передачами, в частности, с «Огонками» и «КВН». Также на телецентре были сняты ряд художественных фильмов, в частности, «Шилов и другие» и «Тореадоры из Васюковки» Самария Зеликина.
14 апреля 2019 года около 11:20 Харьковское радио начало звучать в Харькове, на частоте 106,1 FM, а вещание в диапазоне ультракоротких волн 67,13 МГц прекращено 21 мая 2019 в 18:07 .
14 мая 2019 года телеканал начал вещание в формате 16:9.
23 мая 2022 года в связи с обновлением дизайн-системы брендов НОТУ телерадиокомпания сменила название на «Общественное Харьков».
С 20 ноября по 18 декабря 2022 года телеканал филиала транслировал чемпионат мира по футболу 2022.

## Время вещания
Часы вещания телеканала «UA: Харьков», в разные года:
- до 31 декабря 2017 года — 18 часов в сутки, совместно с телеканалом «Р1»[6]
- с 1 января по 31 декабря 2018 — с 7:00 до 10:00, с 13:30 до 21:00
- с 1 января 2019 по 15 июля 2020 — с 7:00 до 23:00
- с 16 июля по сентябрь 2020 — с 6:00 до 22:00
- с сентября 2020 по 10 января 2021 — с 6:00 до 23:00
- с 11 января 2021 — круглосуточно
  - со 2 апреля 2021 — с 2:00 до 20:00 (аналоговое вещание, совместное вещание с телеканалом «Р-1»)[7]

Время вещания радио (до 21 мая 2019 года) — 12:10-13:00; 17:10-18:00; 20:10-20:50

## Руководство
- Силаева Анна Евгеньевна — продюсер филиала.